# Wilfred Proudfoot
George Wilfred Proudfoot (ur. 19 grudnia 1921 w Crook, zm. 19 lipca 2013 w Scarborough) – brytyjski polityk Partii Konserwatywnej, deputowany Izby Gmin.

## Działalność polityczna
W okresie od 8 października 1959 do 25 września 1964 reprezentował okręg wyborczy Cleveland a od 18 czerwca 1970 do 8 lutego 1974 okręg wyborczy Brighouse and Spenborough w brytyjskiej Izbie Gmin.